# Marieholm
Marieholm er en stationsby i det centrale Skåne i det sydlige Sverige.
Marieholm er beliggende i Eslöv Kommune i Skåne län. Den har et areal på 1 km2
og et befolkningstal på 1.725 (2023) indbyggere.